# Tête de veau
La tête de veau est un plat consommé en Europe, notamment en France, en Belgique, en Allemagne, en Suisse et en Italie où c'est un repas de Noël traditionnel. Ce plat est préparé à partir de la tête d'un veau.

## Origine et culture

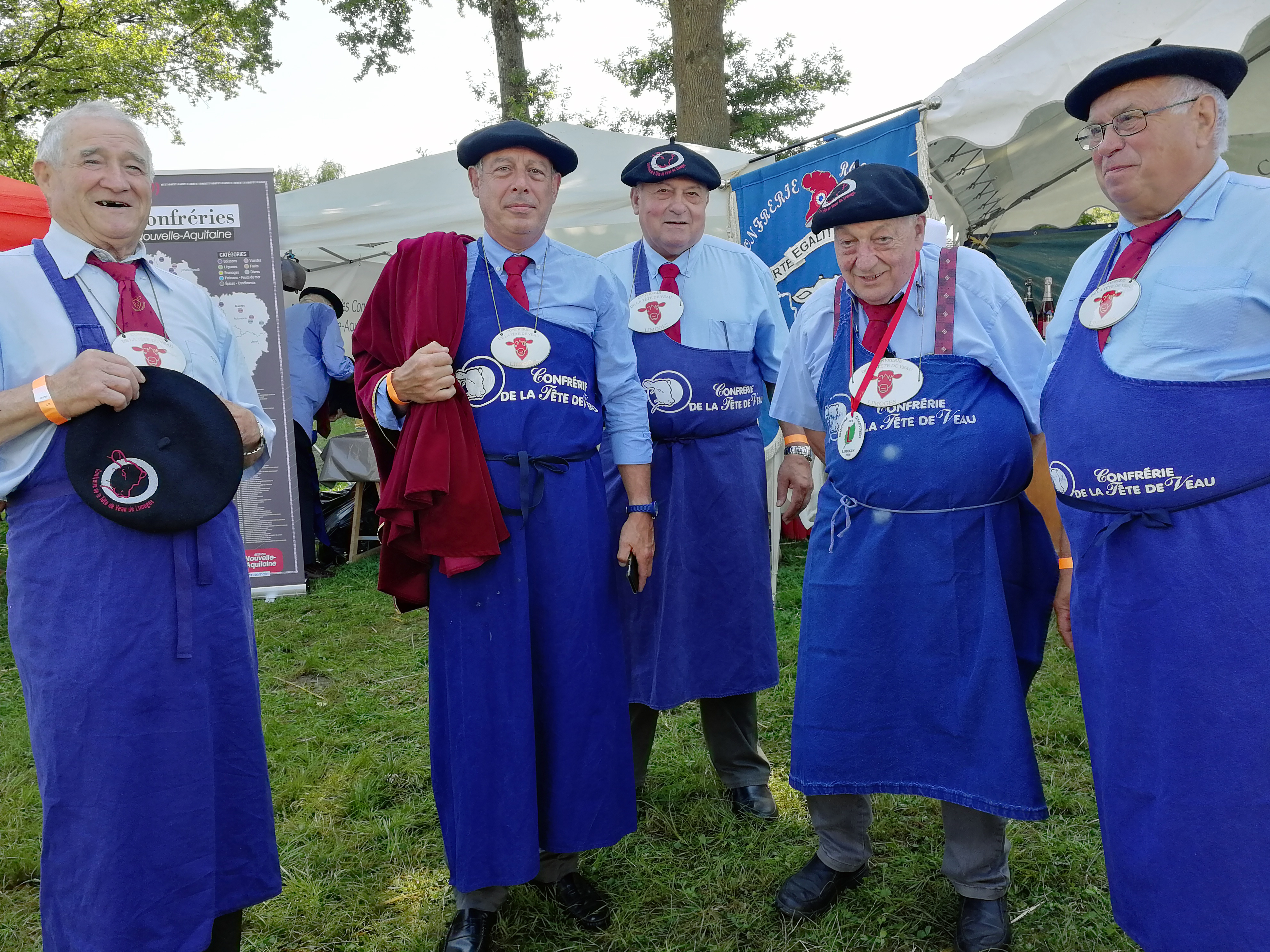
Membres de la Confrérie rochelaise de la tête de veau.

Il existe un grand nombre d'origines possibles, la plupart légendaires.
De nombreuses confréries et clubs de la tête de veau sont présents dans différentes villes, chacune se réclamant de la vraie tradition de la tête de veau, comme la Confrérie de la tête de veau du Périgord. Il existe à Ussel, en Corrèze, une confrérie vouée à la dégustation et à la promotion de la tête de veau, la Confrérie des entêtés de la tête de veau. Dans la région lyonnaise, la commune de Saint-Laurent-de-Chamousset est fière de sa confrérie de la Tête de Veau. La ville de Rambervillers possède également une confrérie dévolue à ce mets : la confrérie des Gaubregeux Gousteurs de Tête de Veau. Ses habitants furent d'ailleurs surnommés « têtes de veau » selon les écrits de Gustave Fraipont : « Entre la poire et le fromage, nous blaguerons un peu les habitants de Rambervillers !… Les “gens de Rambervillers”, ou, comme on dit dédaigneusement, les “têtes de veau” ! »
Ces confréries et leur culture sont relancées après que le président de la République, Jacques Chirac, a déclaré que la tête de veau était un mets honorable, et qu'il en dégustait à de nombreuses reprises,.

### Commémoration de la mort de Louis XVI
Chaque année a lieu le traditionnel repas du Club de la tête de veau, donné le 21 janvier pour célébrer la décapitation de Louis XVI sur la place de la Révolution. Cette tradition remonte à l'époque de la Terreur, quand les sans-culottes préparaient une tête de cochon, symbole du « roi cochon » honni par les caricaturistes. Il n'est pas certain à partir de quand la tête de veau s'y est substituée. Toutefois, dans L'Éducation sentimentale, Gustave Flaubert fait dire à un ex-délégué du Gouvernement provisoire : « C'est une importation anglaise. Pour parodier la cérémonie que les royalistes célébraient le 30 janvier, des Indépendants fondèrent un banquet annuel où l'on mangeait des têtes de veau, et où on buvait du vin rouge dans des crânes de veau en portant des toasts à l'extermination des Stuart. Après Thermidor, des terroristes organisèrent une confrérie toute pareille, ce qui prouve que la bêtise est féconde. »
Une version plausible[réf. nécessaire] des faits serait celle-ci :

« Dans les années 1847 et 1848, la monarchie de Juillet, sous le gouvernement de Guizot devient de plus en plus conservatrice et fermée à toute évolution sociale et politique. L’opposition se développe. Pour la museler, Guizot qui ne veut faire aucune concession interdit toute réunion politique.
Les opposants tournent alors l’interdiction en organisant à l’imitation des radicaux anglais, une campagne de banquets. C’est même l’interdiction d’un de ces banquets qui sera la cause directe de la révolution de 1848 qui verra la chute de la monarchie de Juillet la proclamation de la Seconde République. C’est la preuve qu’un événement anodin peut déclencher des processus qui le dépasse[source insuffisante]. »

## Recettes

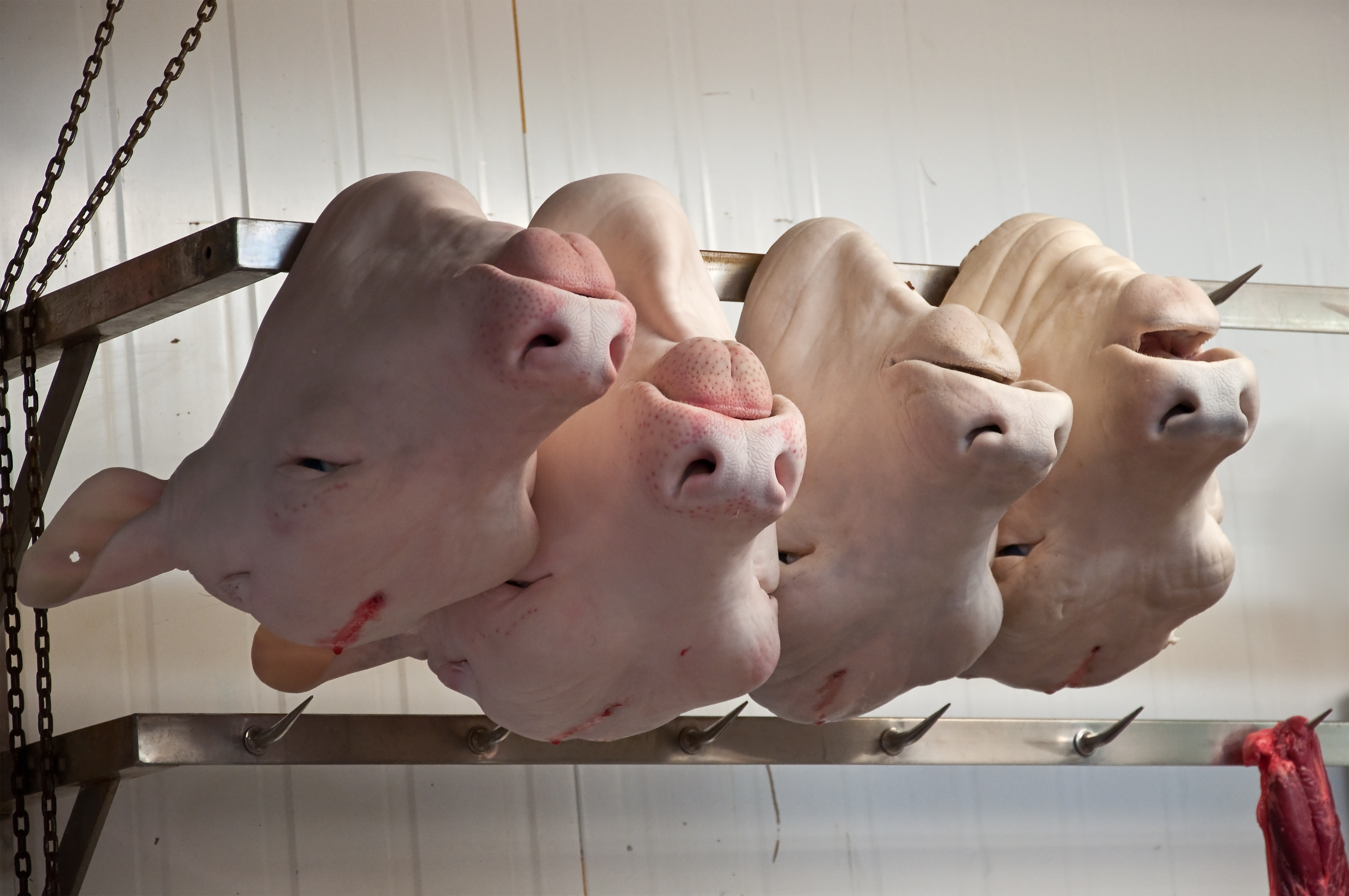
Têtes de veau dans une triperie.

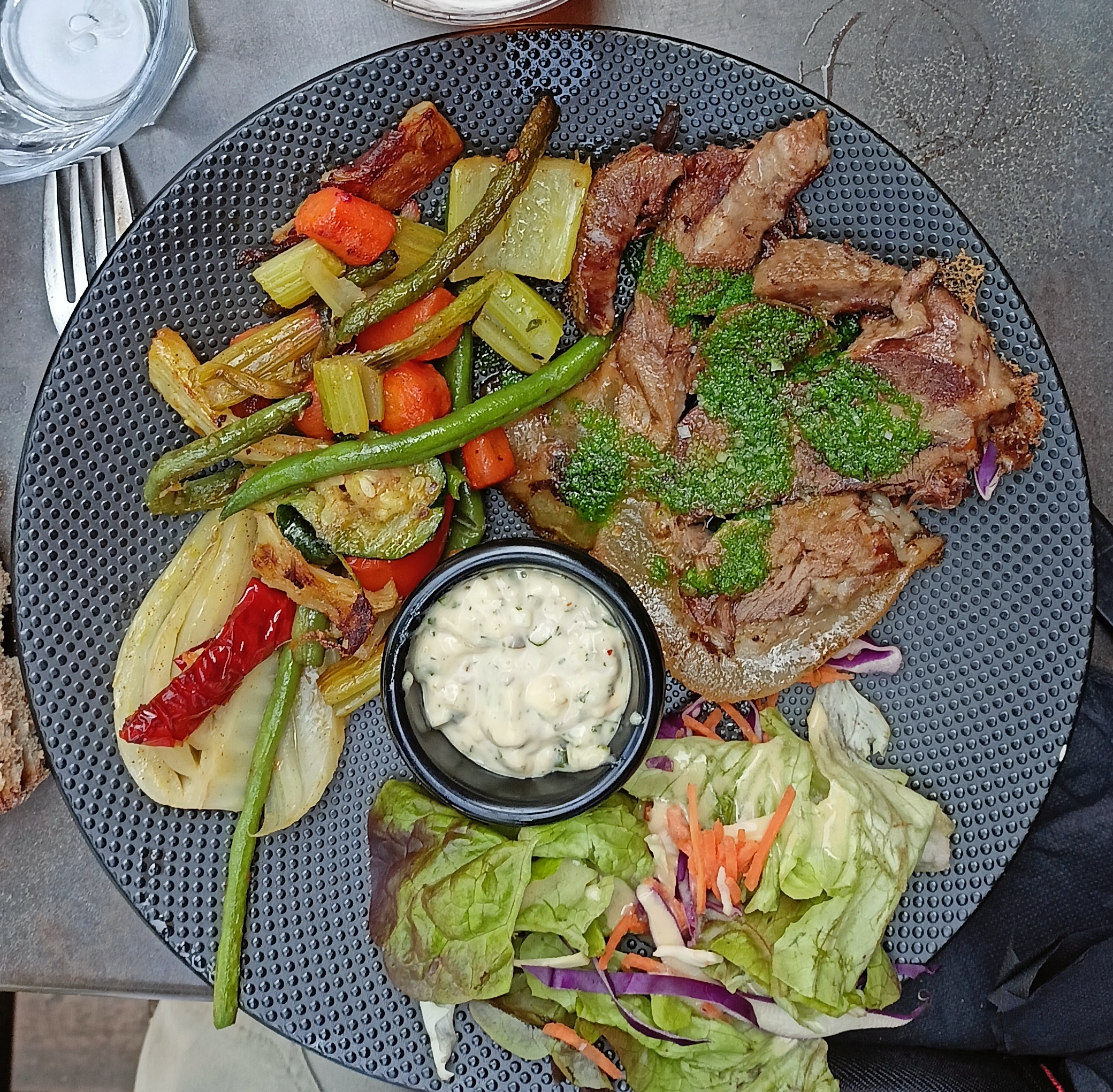
Tête de veau grillée, légumes grillés, sauce gribiche.

Dans le Grand Dictionnaire de cuisine, Alexandre Dumas décrit neuf recettes, toutes différentes,. Il existe également une grande variété de recettes italiennes, dont notamment la testa di vitello alla sorrentina et la testa di vitello in polpette.
Les livres de cuisine anciens, dont celui d'Alexandre Dumas, insistent sur les étapes préliminaires : le choix de la tête, la meilleure méthode pour la désosser, la faire dégorger et le blanchissage. La plupart de ces étapes ne sont plus utiles de nos jours, la tête de veau étant généralement commercialisée en boucherie déjà préparée et prête à la cuisson.

### Cuisson

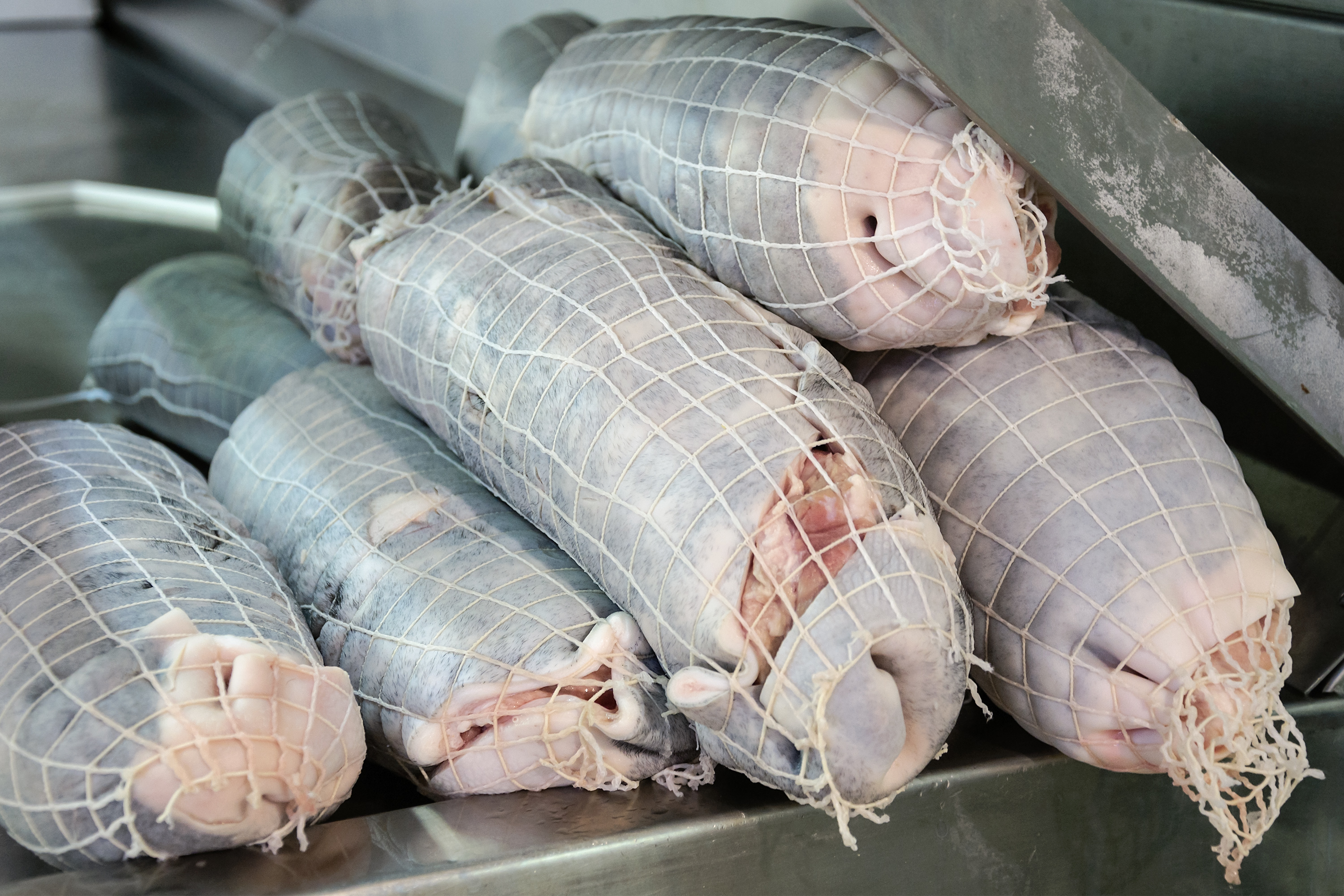
Têtes de veau préparées pour la cuisson (désossées et roulées), au marché de Rungis.

La tête de veau se mange souvent brûlante, elle est donc généralement prédécoupée avant cuisson. Elle peut se cuire dans un fond blanc avec un assaisonnement variable selon les auteurs. Le blanc est une sorte de court-bouillon dans lequel sont ajoutées de la farine et de la graisse, la graisse faisant alors office de couvercle et empêchant l'oxydation, surtout de la peau, en laissant la tête de veau parfaitement blanche.
La farine est délayée dans de l'eau froide avec du sel et du vinaigre, le tout porté à ébullition. La tête de veau y est ajoutée, éventuellement frottée au citron, avec un bouquet garni, un oignon piqué, du poivre et du vinaigre. L'ensemble est recouvert de graisse et maintenu à une ébullition à petit feu. La cuisson dure environ 3 heures.
Dans le cas de la testa di vitello alla sorrentina, une recette italienne, la tête de veau, une fois bouillie, est mise à refroidir. Elle est ensuite désossée et remplie d'une farce de veau, de cervelle de veau, de ris de veau, de champignons (dont des truffes), de pistaches, du jaune de deux œufs et d'herbes et d'épices. Le tout est braisé, avec des tranches de lard, du jambon et des herbes.

### Apprêts
La tête de veau peut se servir au naturel, accompagnée de vinaigrette aromatisée. Le plus souvent, en France, elle est servie avec une sauce gribiche ou une sauce ravigote.
En Belgique, la « tête de veau en tortue » se compose d'une sauce tomate relevée au vin de  Madère et s'accompagne de frites. La tête de veau en tortue peut aussi se consommer froide sous forme de tranches de charcuterie.